# Epicauta nigritibialis
Epicauta nigritibialis är en skalbaggsart som beskrevs av Werner 1958. Epicauta nigritibialis ingår i släktet Epicauta och familjen oljebaggar. Inga underarter finns listade i Catalogue of Life.